# Hypselandra variabilis
Hypselandra variabilis là một loài thực vật có hoa trong họ Capparaceae. Loài này được (Collett & Hemsl.) Pax & K. Hoffm. mô tả khoa học đầu tiên năm 1936.